# Załuski (Warszawa)
Załuski – dawna wieś, współcześnie osiedle i obszar MSI w dzielnicy Włochy w Warszawie.

## Historia
W XVI wieku miejscowość należąca do rodziny Górków (stąd jej dawna nazwa – Górki).
Spalona w czasie potopu szwedzkiego, przestała istnieć. W XVII wieku na miejscu spalonej wsi powstał folwark Załuski, który został nazwany tak od nazwiska nowego właściciela.
Załuski wraz z Okęciem zostały włączone do Warszawy w 1951. W 1994 stały się częścią gminy Warszawa-Włochy, a następnie dzielnicy Włochy.
Na terenie osiedla znajdują się Glinianki Załuskie.